# Берёзовка (Полыковичский сельсовет)
Берёзовка (бел. Бярозаўка) — деревня в составе Полыковичского сельсовета Могилёвского района Могилёвской области Республики Беларусь. Расположена в 1,5 километрах на северо-восток от города Могилёва.

## История
Берёзовка известна с XIX века. По переписи 1897 года это хутор из 5 домов и 30 жителей. Рядом находилось поселение с таким же названием, в котором было 11 дворов и 20 жителей. В 1909 году в Берёзовке работала водяная мельница. В 1910 году была открыта земская школа, которая располагалась в съёмном помещении. После революции на её базе основана рабочая школа 1-й ступени, в которой в 1925 году обучалось 50 учеников, действовал драматический кружок и кружок по ликвидации безграмотности среди взрослых. В 1930 году основан колхоз «Красная звезда». Во время Великой Отечественной войны с июля 1941 года по 27 июня 1944 года была оккупирована немецкими войсками. В 1990 году состояла из 41 двора и 128 жителей, относилась к колхозу «Коминтерн» (центр в деревне Николаевка 2).